# Pulau Poncan
Pulau Poncan är en ö i Indonesien.   Den ligger i provinsen Sumatera Utara, i den västra delen av landet, 1 300 km nordväst om huvudstaden Jakarta. Arean är 0,89 kvadratkilometer.
Terrängen på Pulau Poncan är lite kuperad. Öns högsta punkt är 101 meter över havet. Den sträcker sig 1,2 kilometer i nord-sydlig riktning, och 1,0 kilometer i öst-västlig riktning.